# 17.ª Calle Suroeste
La 17.ª Calle Suroeste o Decimoséptima Calle Suroeste es una vía del cuadrante suroeste de la ciudad de Managua, Nicaragua. Sirve como eje secundario de conexión entre barrios residenciales y zonas institucionales al sur del centro histórico.

## Trazado
Inicia en la intersección con la 11.ª Avenida Suroeste en el barrio Bolonia y se dirige hacia el oeste. Atraviesa múltiples avenidas de importancia local como la 15.ª Avenida Suroeste, la 21.ª Avenida Suroeste y la 27.ª Avenida Suroeste, finalizando en la 36.ª Avenida Suroeste en el sector de Llamas del Bosque.

## Intersecciones principales
- 11.ª Avenida Suroeste – Inicio de la vía en Bolonia
- 15.ª Avenida Suroeste – Conexión residencial
- 21.ª Avenida Suroeste – Acceso a zonas intermedias
- 27.ª Avenida Suroeste – Cruce cercano a Altagracia
- 36.ª Avenida Suroeste – Límite oeste en Llamas del Bosque

## Barrios que atraviesa
- Bolonia
- Colonia Centroamérica
- Llamas del Bosque

## Coordenadas
12°8′18″N 86°18′24″O / 12.13833, -86.30667